# Statuto (Medioevo)

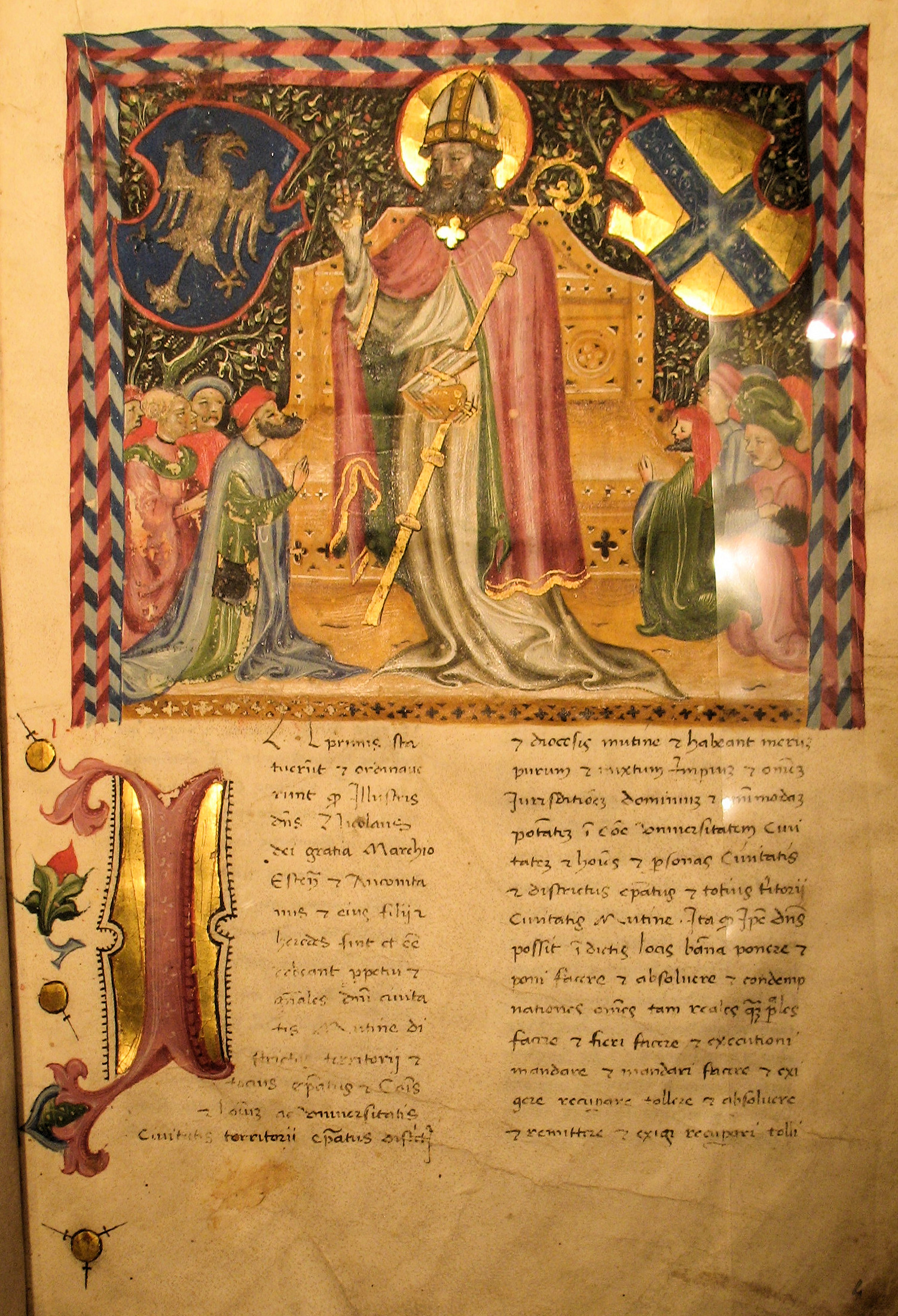
Statuti quattrocenteschi di Modena, Statuta Mutine Reformata, 1420-1485

Uno statuto nel Medioevo era un documento contenente una serie di regole giuridiche che disciplinavano molteplici aspetti della vita quotidiana, sia nell'ambito pubblico che privato.

## Contenuto
Erano così regolamentati comportamenti e situazioni, cariche ed istituzioni, nonché previste pene per i trasgressori. Si tratta di una definizione generica, ma normalmente usata per identificare questo tipo di raccolte di norme.
Città comunali, ma anche feudi signorili disponevano di statuti. In quest'ultimo caso anziché le magistrature cittadine erano gli stessi feudatari che le promuovevano.
In genere disciplinavano in dettaglio situazioni comunemente diffuse e che interessavano la comunità. Gli statuti quindi differivano da una località all'altra. Rappresentavano, dal punto di vista giuridico, una specificazione o un dettaglio rispetto allo ius commune, come era definito il diritto romano, inteso come normativa di applicazione generale e non speciale.

## Nella gerarchia del diritto
Gli statuti non potevano prevalere sulla normativa generale dell'ente superiore, come nel caso di statuti di singoli comuni che non potevano prevalere su eventuali statuti delle communitas a cui il comune apparteneva o nel caso di statuti mercantili di una corporazione o arte che non potevano essere in contraddizione con quanto stabilito da statuti cittadini.